# Elli Seiro
Elli Esteri Seiro (* 17. Mai 2005 in Espoo im Stadtteil Tuomarila) ist eine finnische Fußballspielerin.

## Karriere

### Vereine
Seiro begann im Alter von zehn Jahren für den in ihrem Geburtsort ansässigen Espoon Palloseura FC mit dem Fußballspielen. Noch vor Ablauf der Spielzeit am 23. Oktober 2021, der letzten als B-Jugendspielerin des FC Honka Espoo, kam Seiro am 7. August 2021 bereits in der ersten Mannschaft in der Kansallinen Liiga, der höchsten Spielklasse im finnischen Frauenfußball, bei der 1:2-Niederlage im Auswärtsspiel gegen den HJK Helsinki mit Einwechslung für Juusela Noora in der 76. Minute zu ihrem Seniorinnendebüt. Bis zum 3. Oktober 2021 fand sie in fünf weiteren Punktspielen Berücksichtigung.
Mit Beginn der Spielzeit 2022 gehörte sie endgültig dem Kader der ersten Mannschaft an. Im Zeitraum 14. Mai – 22. Oktober bestritt sie 17 Punktspiele und erzielte ihre ersten beiden Tore am 6. August 2022 beim 3:0-Sieg im Auswärtsspiel gegen den Nurmijärven Jalkapalloseura (NJS) mit den letzten beiden Treffern in der 28. und 82. Minute. Ihr letztes Punktspiel bestritt sie am 18. Oktober 2024 beim 2:0-Sieg im Auswärtsspiel gegen PK-35 Vantaa. Das am 22. September 2024 in Tampere erreichte Finale um den Suomen Cup wurde mit 1:2 gegen den HJK Helsinki verloren. 
Am 7. Januar 2025 wurde sie vom 1. FC Union Berlin verpflichtet. Für den in der 2. Bundesliga vertretenen Verein kam sie in der Rückrunde der Saison 2024/25 in ihren ersten fünf Punktspielen zum Einsatz. Ihre Pflichtspielpremiere hatte sie am 9. März 2025 (17. Spieltag) beim 3:0-Sieg im Heimspiel gegen die SG 99 Andernach als Einwechselspielerin für Antonia-Johanna Halverkamps ab der 68. Minute. Damit hatte sie Anteil an der Zweitligameisterschaft, verbunden mit dem Aufstieg in die Bundesliga.

### Nationalmannschaft
Seiro debütierte als Nationalspielerin für den SPL in der U17-Nationalmannschaft, die am 1. September 2021 das Freundschaftsspiel gegen die U17-Nationalmannschaft Dänemarks mit 1:3 in Eerikkilä verlor; sie erzielte mit der 1:0-Führung in der 32. Minute sogleich ihr erstes Länderspieltor. Der drei Tage später am selben Ort ausgetragene zweite Vergleich wurde mit 0:2 verloren. Des Weiteren kam sie in jeweils drei Spielen der ersten und zweiten Qualifikationsrunde 2021/22 in der EM-Qualifikation zum Einsatz, in denen ihr zwei Tore gelangen. Sie nahm daraufhin mit ihrer Mannschaft an der altersbezogenen Europameisterschaft 2022 in Bosnien und Herzegowina teil; nach ihren drei Spielen (1 Tor) in der Gruppe B schied sie mit ihrer Mannschaft als Drittplatzierter aus dem Turnier aus.
Nachdem sie am 10. und 12. Januar 2023 in der U18-Nationalmannschaft im zweimaligen Kräftemessen mit der U18-Nationalmannschaft Portugals (0:1 und 2:1 in Oeiras) zum Zuge gekommen war, wurde sie auch in weiteren Länderspielen der U19-Nationalmannschaft berücksichtigt, für die sie bereits am 3. September 2022 in Oeiras debütiert hatte. Ihre Statistik in dieser Altersklasse weist elf in Freundschaft und zehn in den zwei EM-Qualifikationen 2022/23 und 2023/24 ausgetragene Länderspiele auf, in denen sie mit vier und zwei Toren erfolgreich war.
Am 10. Juli 2024 debütierte sie in der U23-Nationalmannschaft, die das Freundschaftsspiel gegen die U23-Nationalmannschaft Tschechiens in Eerikkilä mit 3:1 gewann. In den darauf folgenden drei Spielen im Spieljahr 2024 erzielte sie ebenso viele Tore. Ein weiteres gelang ihr am 24. Februar 2025 in Oeiras beim 1:1-Unentschieden gegen die U23-Nationalmannschaft Portugals mit dem Führungstreffer in der 26. Minute.

## Erfolge
1. FC Union Berlin
- Meister 2. Bundesliga 2025 und Aufstieg in die Bundesliga

FC Honka Espoo
- Finnischer Pokal-Finalist 2024